# Frédéric Lamy
Frédéric Édouard Camille Lamy, né le 9 septembre 1887 à Amiens et mort le 3 mai 1976 à Dammarie-les-Lys, est un ecclésiastique français qui fut évêque de Meaux, puis archevêque de Sens.

## Biographie
Frédéric Lamy naît dans la famille d'un ingénieur catholique de cette France alors pieuse du Nord. Son père Édouard (1855-1939), né à Lille, est directeur d'une usine chimique d'Amiens. Frédéric Lamy est l'aîné de deux frères, dont l'un meurt à la guerre de 1914-1918 à l'âge de 23 ans, et de deux sœurs. Il est ordonné prêtre en 1912.
Il s'engage comme aumônier militaire, avec le grade de sergent, pendant la guerre de 1914-1918. Il est sérieusement blessé et décoré de la médaille militaire. Il fait partie de cette génération de prêtres anciens combattants fortement marquée par la guerre qui ont œuvré à la réconciliation dans les tranchées entre les Français catholiques et ceux qui se sont éloignés du catholicisme depuis plusieurs générations. Du 16 août 1932 au 20 août 1936, il est l'évêque de Meaux.
En 1936, il succède à Maurice Feltin à Sens. Il va marquer son époque dans l'histoire du catholicisme icaunais, puisqu'il y demeure 26 ans. C'est une région fortement déchristianisée. Lamy fait en sorte tout au long de son épiscopat de développer son séminaire de Sens. Il arrive au début de l'ère agitée du Front populaire et l'évêque défend les écoles chrétiennes. Comme la plupart des évêques français, il est favorable à la JAC et à la JOC. Après l'arrivée à Sens de l'occupant allemand et les bombardements des 15 et 16 juin 1940, Lamy organise un comité d'entraide d'urgence, puis il se porte volontairement otage des Allemands en caution de l'application du couvre-feu à partir du 20 juin 1940. Ce comité s'occupe aussi des 3 000 prisonniers français qui affluent à Sens et sont notamment regroupés au camp Barbier. Il sera archevêque de Sens du 20 août 1936 au 27 octobre 1962, date de son départ à la retraite et à laquelle il est nommé archevêque titulaire de Bizya (de).
Le futur pape Jean XXIII, alors nonce à Paris, assiste à la messe de Lamy en action de grâces de l'inauguration du collège de la Providence de Sens, le 20 mai 1951. Frédéric Lamy n'est pas hostile à l'expérience des prêtres-ouvriers et des abbés comme Jacques Poupon.
C'est à cette époque qu'il donne l'autorisation à deux dominicaines, Sœur Marie Dupont-Caillard et Sœur Marie-Liesse Djakeli, de fonder à Chamvres, les Sœurs de Bethléem, à l'origine de la Famille monastique de Bethléem.
Il assiste juste après sa retraite aux premières session du concile Vatican II où il est proche de François Marty, d'Achille Liénart et d'Henri de Lubac.
Il meurt à l'âge de 88 ans.

## Succession apostolique
LJean-Arthur Chollet a ordonné les évêques suivants :
- Évêque Lucien-Sidroine Lebrun (1940)
- Évêque René Fourrey (1955)

## Hommages
Une maison de retraite à Saint-Clément (à la porte de Sens) porte son nom.